# Agócs Attila (néprajzkutató)
Agócs Attila (Losonc, 1978. november 11. –) néprajzkutató, Fülek polgármestere, Agócs Gergely népzenekutató unokafivére.

## Élete
A losonci kórházban született. Gyermekkorát Füleken töltötte, a helyi magyar alapiskola „matematikai“ osztályába járt. A középiskolát a Füleki Gimnáziumban végezte el. A pozsonyi Comenius Egyetemen folytatja a felsőfokú tanulmányait, és a Szőttes Kamara Néptáncegyüttesben táncolt.
Diplomaszerzése után a Gömör-Kishonti Múzeumba került, gyakornoknak. Várgedére küldték tolmácskodni, ahol a gömöri cigányság lakáskultúráját dokumentálták. Később kutatási területe a Losonc környéki magyar gyermekjátékoktól a nógrádi zománciparon át az észak-nógrádi céhekig, elsősorban a palóc népviseletekig terjedt. Néhány évig a révkomáromi Selye János Egyetem losonci kihelyezett képzésének óraadó tanára is volt. Rimaszombati gyakornoki évei után előbb a losonci Nógrádi Közművelődési Központ, majd a Nógrádi Múzeum és Galéria néprajzkutatójaként dolgozott.
2007–2014 között a Füleki Városi Honismereti Múzeum igazgatója volt.
A 2014-es önkormányzati választásokon független jelöltként a Most–Híd támogatásával megválasztották Fülek polgármesterévé, ám ezt követően sem mondott le a néprajzkutatásról.